# Live in Amsterdam (album Beth Hart i Joego Bonamassy)
Live in Amsterdam – album koncertowy gitarzysty Joego Bonamassy oraz piosenkarki Beth Hart. Wydawnictwo ukazało się 24 marca 2014 roku nakładem wytwórni muzycznej J&R Adventures. Materiał trafił do sprzedaży na płytach CD, DVD i Blu-ray. Na albumie znalazł się występ duetu zarejestrowany w Carré Theatre w Amsterdamie w Holandii. Joe Bonamassę i Beth Hart podczas występu wsparli basista Carmine Rojas, perkusista Anton Fig, gitarzysta Blondie Chaplin, pianista Arlan Schierbaum oraz sekcja instrumentów dętych w składzie Lee Thornburg, Ron Dziubla i Carlos Perez Alfonso.
Wydawnictwo odniosło, prawdopodobnie największy sukces komercyjny w Holandii gdzie uplasowało się na 1. miejscu listy najpopularniejszych płyt DVD oraz na 13. miejscu najpopularniejszych albumów. Nagrania trafiły ponadto m.in. na listy przebojów w Danii, Szwecji, Finlandii, Wielkiej Brytanii oraz Stanach Zjednoczonych.
Album uzyskał w Polsce certyfikat złotej płyty.

## Lista utworów
Opracowano na podstawie materiału źródłowego.
| CD 1 | CD 1                                     | CD 1                                        | CD 1    |
| Nr   | Tytuł utworu                             | Autorzy                                     | Długość |
| ---- | ---------------------------------------- | ------------------------------------------- | ------- |
| 1.   | „Amsterdam, Amsterdam!”                  | Beth Hart, Joe Bonamassa, Kevin Shirley     |         |
| 2.   | „Them There Eyes”                        | Doris Tauber, Maceo Pinkard, William Tracey |         |
| 3.   | „Sinner's Prayer”                        | Lloyd Glenn, Lowell Fulson                  |         |
| 4.   | „Can't Let Go”                           | Randy Weeks                                 |         |
| 5.   | „For My Friends”                         | William Withers Jr.                         |         |
| 6.   | „Close To My Fire”                       | Peter Hoppe, Stephanie Popp                 |         |
| 7.   | „Rhymes”                                 | Al Green, Mabon Hodges                      |         |
| 8.   | „Something's Got A Hold On Me”           | Etta James, Leroy Kirkland, Pearl Woods     |         |
| 9.   | „Your Heart Is As Black As Night”        | Melody Gardot                               |         |
| 10.  | „Chocolate Jesus”                        | Kathleen Brennan, Tom Waits                 |         |
| 11.  | „Baddest Blues”                          | Beth Hart                                   |         |
| 12.  | „Someday After Awhile (You'll Be Sorry)” | Freddie King, Sonny Thompson                |         |

| CD 2 | CD 2                                    | CD 2                                    | CD 2    |
| Nr   | Tytuł utworu                            | Autorzy                                 | Długość |
| ---- | --------------------------------------- | --------------------------------------- | ------- |
| 1.   | „Well, Well”                            | Delaney Bramlett                        |         |
| 2.   | „If I Tell You I Love You”              | Melody Gardot                           |         |
| 3.   | „See Saw”                               | Don Covay, Steve Cropper                |         |
| 4.   | „Strange Fruit”                         | Lewis Allen                             |         |
| 5.   | „Miss Lady”                             | Buddy Miles                             |         |
| 6.   | „I Love You More Than You'll Ever Know” | Al Kooper                               |         |
| 7.   | „Nutbush City Limits”                   | Tina Turner                             |         |
| 8.   | „I'd Rather Go Blind”                   | Billy Foster, Ellington Jordan          |         |
| 9.   | „Antwerp Jam”                           | Beth Hart, Joe Bonamassa, Kevin Shirley |         |

| DVD 1 | DVD 1                                    | DVD 1                                       | DVD 1   |
| Nr    | Tytuł utworu                             | Autorzy                                     | Długość |
| ----- | ---------------------------------------- | ------------------------------------------- | ------- |
| 1.    | „Amsterdam, Amsterdam!”                  | Beth Hart, Joe Bonamassa, Kevin Shirley     |         |
| 2.    | „Them There Eyes”                        | Doris Tauber, Maceo Pinkard, William Tracey |         |
| 3.    | „Sinner's Prayer”                        | Lloyd Glenn, Lowell Fulson                  |         |
| 4.    | „Can't Let Go”                           | Randy Weeks                                 |         |
| 5.    | „For My Friends”                         | William Withers Jr.                         |         |
| 6.    | „Close To My Fire”                       | Peter Hoppe, Stephanie Popp                 |         |
| 7.    | „Rhymes”                                 | Al Green, Mabon Hodges                      |         |
| 8.    | „Something's Got A Hold On Me”           | Etta James, Leroy Kirkland, Pearl Woods     |         |
| 9.    | „Your Heart Is As Black As Night”        | Melody Gardot                               |         |
| 10.   | „Chocolate Jesus”                        | Kathleen Brennan, Tom Waits                 |         |
| 11.   | „Baddest Blues”                          | Beth Hart                                   |         |
| 12.   | „Someday After Awhile (You'll Be Sorry)” | Freddie King, Sonny Thompson                |         |
| 13.   | „Beth Introduces The Band”               |                                             |         |
| 14.   | „Well, Well”                             | Delaney Bramlett                            |         |
| 15.   | „If I Tell You I Love You”               | Melody Gardot                               |         |
| 16.   | „See Saw”                                | Don Covay, Steve Cropper                    |         |
| 17.   | „Strange Fruit”                          | Lewis Allen                                 |         |
| 18.   | „Miss Lady”                              | Buddy Miles                                 |         |
| 19.   | „I Love You More Than You'll Ever Know”  | Al Kooper                                   |         |
| 20.   | „Nutbush City Limits”                    | Tina Turner                                 |         |
| 21.   | „I'd Rather Go Blind”                    | Billy Foster, Ellington Jordan              |         |
| 22.   | „Antwerp Jam (Credits)”                  | Beth Hart, Joe Bonamassa, Kevin Shirley     |         |
| 23.   | „Untitled”                               |                                             |         |

| DVD 2 | DVD 2                                                        | DVD 2   |
| Nr    | Tytuł utworu                                                 | Długość |
| ----- | ------------------------------------------------------------ | ------- |
| 1.    | „Up, Down, All Around: Behind The Seesaw”                    |         |
| 2.    | „The Making Of: Live From Amsterdam”                         |         |
| 3.    | „Someday After Awhile (You'll Be Sorry) Alternative Version” |         |
| 4.    | „All Access Pass: Beth & Joe Photo Collection”               |         |

| Blu-ray | Blu-ray                                                      | Blu-ray                                     | Blu-ray |
| Nr      | Tytuł utworu                                                 | Autorzy                                     | Długość |
| ------- | ------------------------------------------------------------ | ------------------------------------------- | ------- |
| 1.      | „Amsterdam, Amsterdam!”                                      | Beth Hart, Joe Bonamassa, Kevin Shirley     |         |
| 2.      | „Them There Eyes”                                            | Doris Tauber, Maceo Pinkard, William Tracey |         |
| 3.      | „Sinner's Prayer”                                            | Lloyd Glenn, Lowell Fulson                  |         |
| 4.      | „Can't Let Go”                                               | Randy Weeks                                 |         |
| 5.      | „For My Friends”                                             | William Withers Jr.                         |         |
| 6.      | „Close To My Fire”                                           | Peter Hoppe, Stephanie Popp                 |         |
| 7.      | „Rhymes”                                                     | Al Green, Mabon Hodges                      |         |
| 8.      | „Something's Got A Hold On Me”                               | Etta James, Leroy Kirkland, Pearl Woods     |         |
| 9.      | „Your Heart Is As Black As Night”                            | Melody Gardot                               |         |
| 10.     | „Chocolate Jesus”                                            | Kathleen Brennan, Tom Waits                 |         |
| 11.     | „Baddest Blues”                                              | Beth Hart                                   |         |
| 12.     | „Someday After Awhile (You'll Be Sorry)”                     | Freddie King, Sonny Thompson                |         |
| 13.     | „Beth Introduces The Band”                                   |                                             |         |
| 14.     | „Well, Well”                                                 | Delaney Bramlett                            |         |
| 15.     | „If I Tell You I Love You”                                   | Melody Gardot                               |         |
| 16.     | „See Saw”                                                    | Don Covay, Steve Cropper                    |         |
| 17.     | „Strange Fruit”                                              | Lewis Allen                                 |         |
| 18.     | „Miss Lady”                                                  | Buddy Miles                                 |         |
| 19.     | „I Love You More Than You'll Ever Know”                      | Al Kooper                                   |         |
| 20.     | „Nutbush City Limits”                                        | Tina Turner                                 |         |
| 21.     | „I'd Rather Go Blind”                                        | Billy Foster, Ellington Jordan              |         |
| 22.     | „Antwerp Jam (Credits)”                                      | Beth Hart, Joe Bonamassa, Kevin Shirley     |         |
| 23.     | „Untitled”                                                   |                                             |         |
| 24.     | „Up, Down, All Around: Behind The Seesaw”                    |                                             |         |
| 25.     | „The Making Of: Live From Amsterdam”                         |                                             |         |
| 26.     | „Someday After Awhile (You'll Be Sorry) Alternative Version” |                                             |         |
| 27.     | „All Access Pass: Beth & Joe Photo Collection”               |                                             |         |

## Listy sprzedaży
| Lista                | Kraj              | Pozycja |
| -------------------- | ----------------- | ------- |
| Ö3 Austria Top 40    | Austria           | 27      |
| MegaCharts           | Holandia          | 13      |
| SNEP                 | Francja           | 62      |
| Media Control Charts | Niemcy            | 8       |
| Billboard 200        | Stany Zjednoczone | 87      |
| Schweizer Hitparade  | Szwajcaria        | 40      |
| UK Albums Chart      | Wielka Brytania   | 49      |

| Lista                   | Kraj      | Pozycja |
| ----------------------- | --------- | ------- |
| Tracklisten             | Dania     | 2       |
| Suomen virallinen lista | Finlandia | 2       |
| MegaCharts              | Holandia  | 1       |
| Sverigetopplistan       | Szwecja   | 2       |